# Лейк-Ерроугед (Каліфорнія)
Лейк-Ерроугед (англ. Lake Arrowhead) — переписна місцевість (CDP) в США, в окрузі Сан-Бернардіно штату Каліфорнія. Населення — 12 401 особа (2020).

## Географія
Лейк-Ерроугед розташований за координатами 34°15′15″ пн. ш. 117°10′41″ зх. д. / 34.25417° пн. ш. 117.17806° зх. д. (34.254105, -117.178098).  За даними Бюро перепису населення США в 2010 році переписна місцевість мала площу 49,08 км², з яких 45,91 км² — суходіл та 3,17 км² — водойми.

### Клімат
| Клімат : Лейк-Ерроугед  | Клімат : Лейк-Ерроугед | Клімат : Лейк-Ерроугед | Клімат : Лейк-Ерроугед | Клімат : Лейк-Ерроугед | Клімат : Лейк-Ерроугед | Клімат : Лейк-Ерроугед | Клімат : Лейк-Ерроугед | Клімат : Лейк-Ерроугед | Клімат : Лейк-Ерроугед | Клімат : Лейк-Ерроугед | Клімат : Лейк-Ерроугед | Клімат : Лейк-Ерроугед | Клімат : Лейк-Ерроугед |
| Показник                | Січ.                   | Лют.                   | Бер.                   | Квіт.                  | Трав.                  | Черв.                  | Лип.                   | Серп.                  | Вер.                   | Жовт.                  | Лист.                  | Груд.                  | Рік                    |
| Абсолютний максимум, °C | 21,7                   | 22,2                   | 25,0                   | 30,6                   | 33,9                   | 40,0                   | 38,3                   | 37,2                   | 36,7                   | 31,7                   | 25,6                   | 22,2                   | 40,0                   |
| Середній максимум, °C   | 7,5                    | 8,6                    | 11,8                   | 15,7                   | 20,6                   | 25,3                   | 28,3                   | 28,1                   | 24,4                   | 17,9                   | 15,5                   | 7,1                    | 17,6                   |
| Середній мінімум, °C    | −1,4                   | −1,1                   | −0,1                   | 1,8                    | 5,6                    | 9,4                    | 13,7                   | 13,8                   | 10,6                   | 5,5                    | 1,5                    | −1,6                   | 4,9                    |
| Абсолютний мінімум, °C  | −14,4                  | −15                    | −11,7                  | −9,4                   | −3,9                   | −1,1                   | 4,4                    | 0,6                    | −1,1                   | −7,8                   | −10,6                  | −14,4                  | −15                    |
| Днів з опадами          | 9,2                    | 10,1                   | 7,7                    | 5,5                    | 3,6                    | 1,5                    | 1,6                    | 2,0                    | 2,4                    | 4,2                    | 5,8                    | 7,5                    | 61,2                   |
| ----------------------- | ---------------------- | ---------------------- | ---------------------- | ---------------------- | ---------------------- | ---------------------- | ---------------------- | ---------------------- | ---------------------- | ---------------------- | ---------------------- | ---------------------- | ---------------------- |
| Джерело: Intellicast    |                        |                        |                        |                        |                        |                        |                        |                        |                        |                        |                        |                        |                        |

## Демографія
Згідно з переписом 2010 року, у переписній місцевості мешкали 12 424 особи в 4672 домогосподарствах у складі 3417 родин. Густота населення становила 253 особи/км².  Було 11875 помешкань (242/км²).
Расовий склад населення:
| - 86,4 % — білих - 1,2 % — азіатів - 0,8 % — чорних або афроамериканців - 0,7 % — корінних американців - 0,3 % — вихідців з тихоокеанських островів - 6,8 % — осіб інших рас |

До двох чи більше рас належало 3,8 %. Частка іспаномовних становила 21,8 % від усіх жителів.
За віковим діапазоном населення розподілялося таким чином: 24,5 % — особи молодші 18 років, 61,5 % — особи у віці 18—64 років, 14,0 % — особи у віці 65 років та старші. Медіана віку мешканця становила 43,0 року. На 100 осіб жіночої статі у переписній місцевості припадало 103,8 чоловіків;  на 100 жінок у віці від 18 років та старших — 103,4 чоловіків також старших 18 років.
Середній дохід на одне домашнє господарство  становив 79 414 долари США (медіана — 62 050), а середній дохід на одну сім'ю — 88 380 доларів (медіана — 72 319). Медіана доходів становила 61 486 доларів для чоловіків та 48 750 доларів для жінок. За межею бідності перебувало 16,2 % осіб, у тому числі 25,1 % дітей у віці до 18 років та 7,8 % осіб у віці 65 років та старших.
Цивільне працевлаштоване населення становило 4559 осіб. Основні галузі зайнятості: освіта, охорона здоров'я та соціальна допомога — 27,9 %, фінанси, страхування та нерухомість — 9,7 %, будівництво — 9,7 %.